# Orczy István
Orczy István (Kispöse,   1669 – Gyöngyös, 1749. december 12.) kisnemesi sorból vagyonos bárói rangra emelkedett, ezzel az Orczy családot országos hírű családdá tette. Alispán és jászkun főkapitány 1714-1734 között.

## Életpályája
Orczy Gergely és Boda Julianna gyerekeként született az akkori Kispösén (a mai  Gyöngyösfalun). Iskoláit Kőszegen és Bécsben végezte, majd 1694-ben a győri kanonok Telekessy István szolgálatába szegődött. Amikor Telekessy-t 1699-ben kinevezték egri püspökké, Orczy is követve főpásztorát  Heves és Külső-Szolnok vármegyébe került, ahol 16 évi egyházi szolgálata alatt a ranglétrán a püspöki jószágok prefektusa beosztásig jutott el.
1707-ben, mint Heves-Külső-Szolnok vármegye követe jelent meg az ónodi országgyűlésen.
Petrovay Zsuzsanna-val 1708. január 18-án kötött házassága révén – anyósa Nyáry Zsuzsa örökéből – jelentős birtokokra tett szert Heves, Nógrád, Gömör, Kishont és Túróc vármegyékben. Esküvőjükön Rákóczi generálisa, Bercsényi Miklós vállalta a násznagy szerepét.
1710 és 1715 között Heves és Külső-Szolnok vármegye alispánja. 1714 és 1734 között ő a Német Lovagrend főinspektora, a jászkunok lovagrendi földesúri főkapitánya.
1716-ban Savoyai Jenő herceg Temesvárnál és Péterváradnál az oszmánok ellen harcoló hadseregének legfőbb élelmiszerszállítója.
Orczy a királytól zálogként 1712-ben, majd 1717-ben adományként megkapta Thököly Imre gyöngyösi javait is, majd 1717-ben Pesten vett házat az Úri utcában.
Orczy István 1731. április 30-án a Német-római birodalomtól  bárói rangot kapott , majd 1736-ban magyar báróságot kapott VI. Károly császártól.
Orczy István a nemesi felkelők élén vezetője volt az 1735. évi Szegedinác Jovánovics Péró kapitány féle parasztlázadás lecsendesítésének, amiért III. Károly magyar király, VI. Károly néven német-római császár (1685–1740) arany láncon függő 68 nagyobb gyémánttal díszített arcképével jutalmazta meg. A továbbiakban több fontos beosztást látott el a magyarországi Habsburg adminisztrációban (a királyi tábla érseki bírája, alországbíró.
Orczy István életének mintegy 80 éve alatt a kisnemesi sorból nagy vagyonnal rendelkező báróvá küzdötte fel magát. Egész életét a folyamatos birtokszerzés jellemezte. Birtokainak nagysága meghaladta a 250 000 holdat.
Orczy Istvánnak négy gyermeke ismert, fiai Orczy Lőrinc és Kristóf, valamint lányai Zsuzsanna és Anna. 
Orczy István 1749. december 12-én hunyt el Gyöngyösön, ahol a Szent Bertalan-templomban temették el.